# Christoph Bernhard (Komponist)
Christoph Bernhard (* 1. Januar 1628 vermutlich in Kolberg; † 14. November 1692 in Dresden; auch Christoph Bernhardi, Christophorus Bernhardus) war ein deutscher Sänger (Tenor), Komponist, Kapellmeister und Musiktheoretiker.

## Leben
Dem poetischen Nachruf seines Schwagers Constantin Christian Dedekind zufolge stammt Christoph Bernhard aus Kolberg und demnach nicht, wie Johann Mattheson später angab, aus Danzig. Seine erste musikalische Unterrichtung erhielt er in Danzig; als seine Lehrer sind hier vor allem die Sweelinck-Schüler Paul Siefert und Christoph Werner zu nennen. 1648 (Bestallungsdekret vom 1. August 1649) wurde er Sänger an der Dresdner Hofkapelle. Um 1650 unternahm er eine einjährige Reise nach Italien. Hier machte er die Bekanntschaft mit Giacomo Carissimi, dem Kapellmeister am Collegium Germanicum in Rom. Nach seiner Rückkehr wurde er 1655 zum Vizekapellmeister in Dresden berufen. Diese Position bekleidete er bis 1664. 1656 begab er sich ein weiteres Mal nach Italien, diesmal für neun Monate.
1664 übernahm er die Position eines Musikdirektors und Kantors am Johanneum zu Hamburg. Hier trat er die Nachfolge von Thomas Selle an.
1674 ging er zurück nach Dresden, übernahm wiederum das Amt des Vizekapellmeisters und wirkte darüber hinaus als Erzieher und Musiklehrer von Prinz Johann Georg und seinem Bruder Friedrich August, dem späteren August dem Starken. 1680 wurde er zum Hofkapellmeister ernannt.

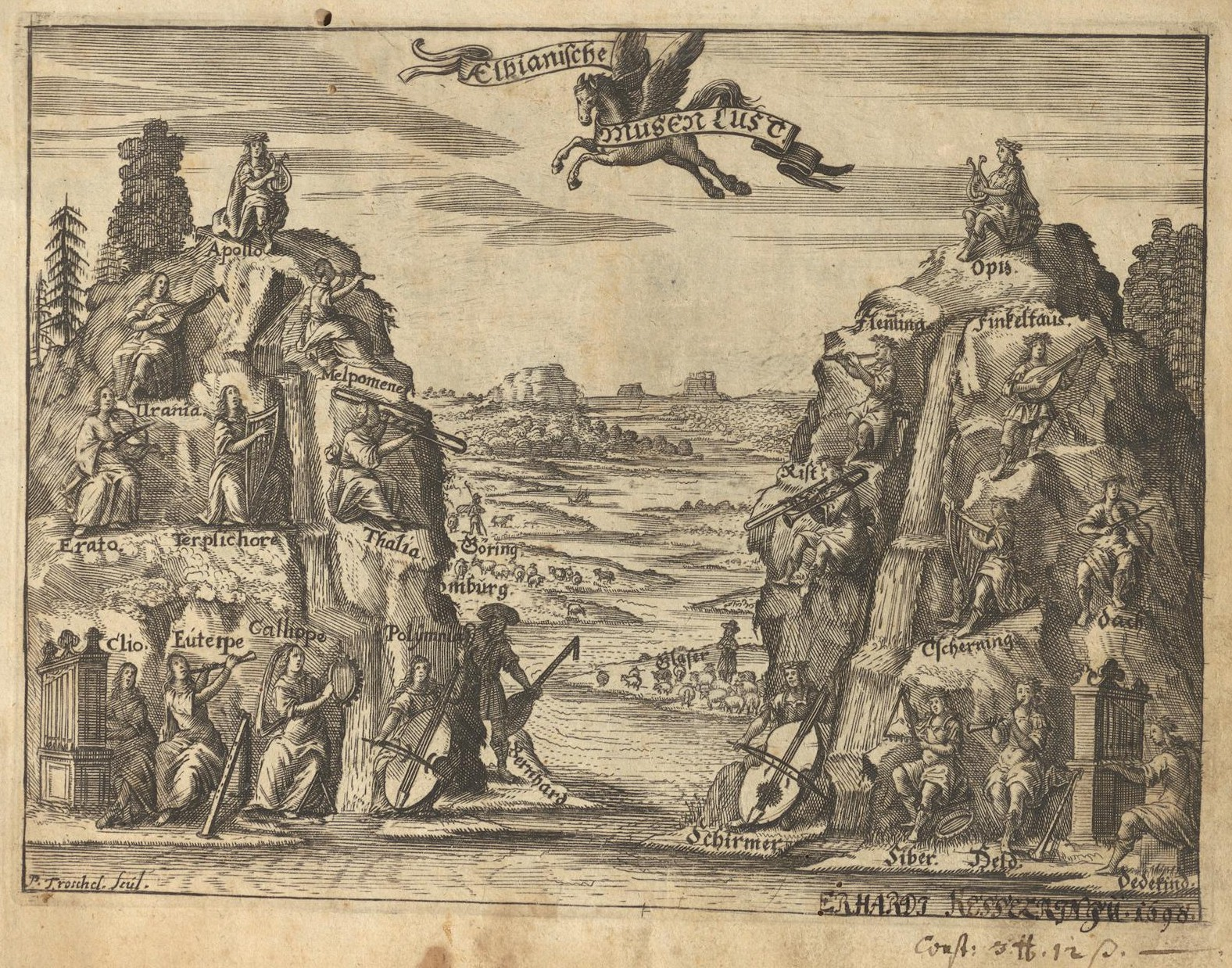
Christoph Bernhard (in der Mitte links, neben der Muse Polyhymnia) auf dem Frontispiz-Stich von Constantin Christian Dedekinds Sammlung Aelbianische Musenlust (1665)

Christoph Bernhard gilt als Meisterschüler von Heinrich Schütz. Von diesem erhielt Bernhard beispielsweise den Auftrag, für dessen Beerdigung eine Motette zu komponieren. Des Weiteren schuf er eine Begräbnismotette für Johann Rist. Weiterhin zählen Lieder, Arien und Kirchenmusik zu seinen Werken.
Bernhard ist der Verfasser bedeutender Musiktraktate. In ihnen werden vor allem die Themen Kontrapunkt, Moduslehre, Verzierungs- und Figurenlehre sowie die Stillehre behandelt. Sie gelten als Spiegelbild der Kompositionslehre von Schütz.

## Werke

### Kompositionen (Auswahl)
- Da pacem Domine
- Reminiscere, miserationum tuarum Domine
- Herzlich lieb hab ich dich, o Herr
- Ich sahe an alles Thun
- Heute ist Christus von den Toten auferstanden
- Wohl dem, der den Herren fürchtet

### Schriften
Bernhard veröffentlichte vier musiktheoretische Schriften, von denen weder das Entstehungsjahr, noch auch nur die Reihenfolge der Entstehung bekannt sind:
- Von den doppelten Contrapuncten
- Ausführlicher Bericht vom Gebrauch der Con- und Dissonantien[4]
- Tractatus compositionis augmentatus (Kompositionstraktat nach der Lehre von Heinrich Schütz)[5]
- Von der Singekunst oder -manier[6]